# Capparis tomentosa
Capparis tomentosa är en kaprisväxtart som beskrevs av Jean-Baptiste de Lamarck. Capparis tomentosa ingår i släktet Capparis och familjen kaprisväxter. Inga underarter finns listade i Catalogue of Life.

## Bildgalleri

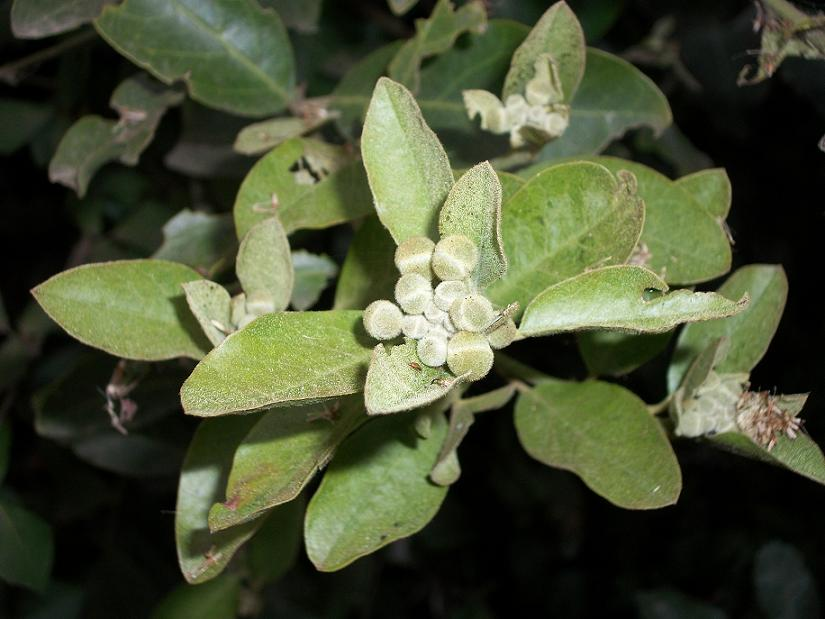
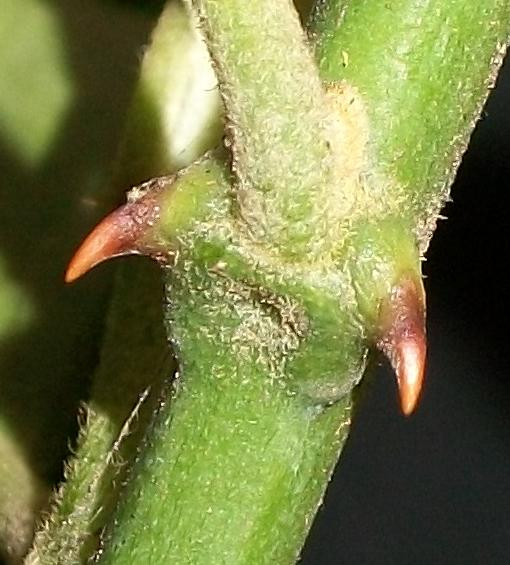
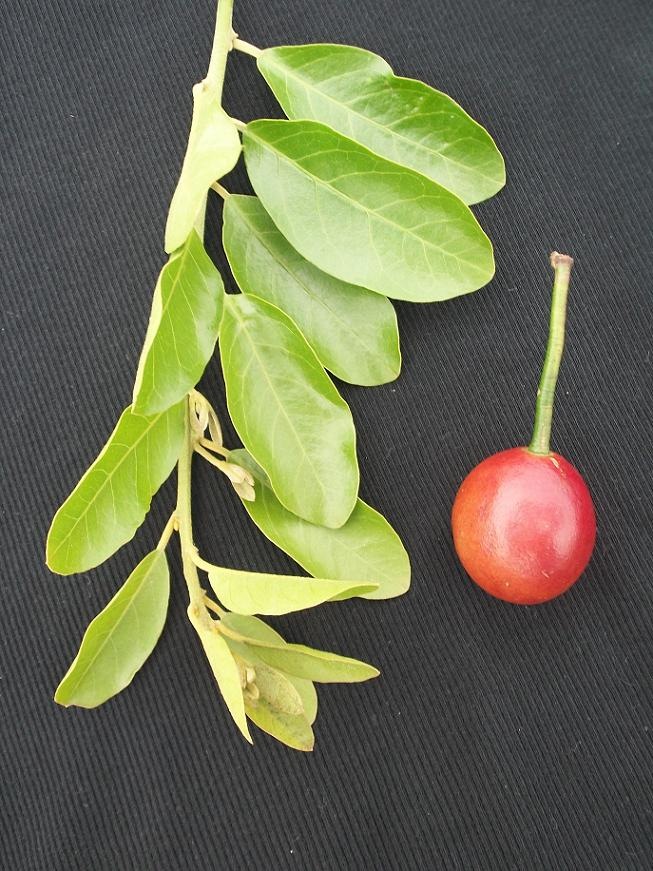
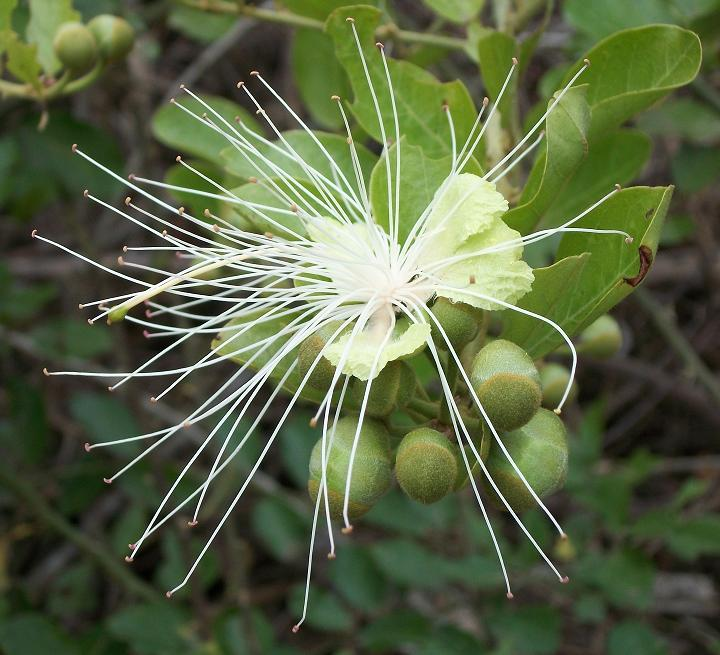
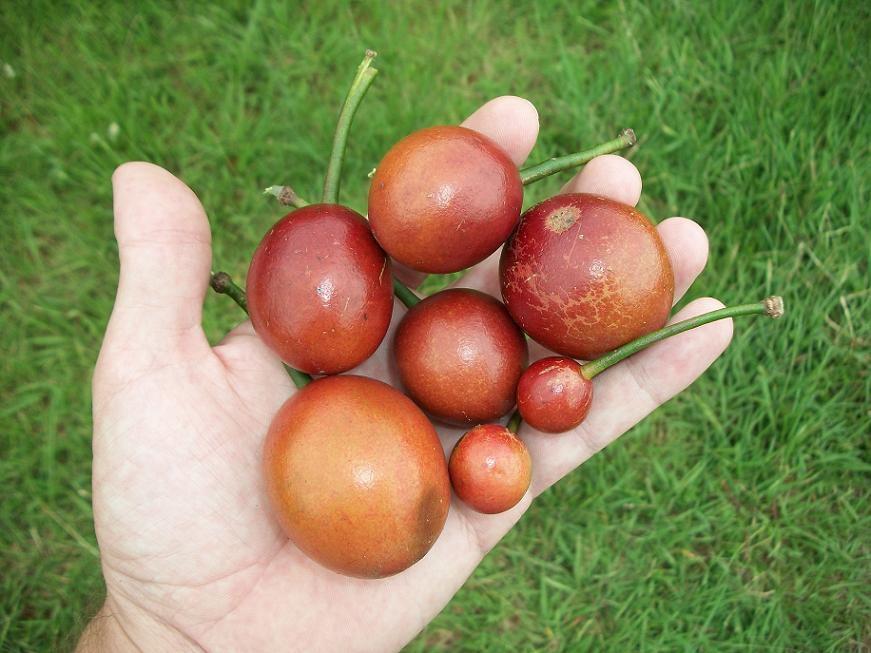
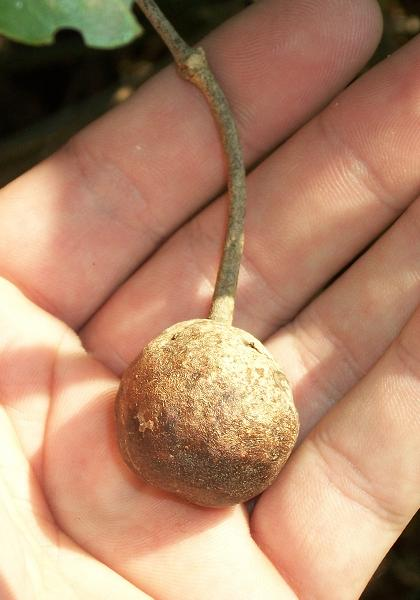